# Auto-encodeur variationnel
 (juin 2024).
En apprentissage automatique, un auto-encodeur variationnel (ou VAE de l'anglais variational auto encoder) est une architecture de réseau de neurones artificiels introduite en 2013 par D. Kingma et M. Welling, appartenant aux familles des modèles graphiques probabilistes et des méthodes bayésiennes variationnelles.
Le VAE est une évolution des autoencodeurs classiques,, mais s'en distingue par sa formulation probabiliste et son objectif d'inférence statistique (leur utilisation et leur formulation mathématiques diffèrent). Le VAE permet de transformer (reformuler) un problème d'inférence en un problème d'optimisation statistique (c'est-à-dire trouver les valeurs de paramètres qui minimisent une fonction objectif). Ainsi, pour déduire la valeur d'une variable aléatoire à partir d'une autre variable aléatoire ; on peut estimer une variable cachée à partir d'une observation. Le modèle associe chaque donnée d'entrée à une distribution latente multivariée, non directement observable, mais déduite à partir d'un modèle mathématique et des données disponibles.
Ce type de modèle a été conçu pour l'apprentissage non supervisé, mais son efficacité a été prouvée pour l'apprentissage semi-supervisé, et pour l'apprentissage supervisé.

## Architecture
Dans un VAE, les données d'entrée sont échantillonnées à partir d'une distribution paramétrée (la distribution a priori, en termes d'inférence bayésienne), et l'encodeur et le décodeur sont entraînés conjointement de sorte que la sortie minimise une erreur de reconstruction dans le sens de la divergence de Kullback-Leibler entre la distribution paramétrique postérieure et la vraie distribution a posteriori,.

## Formulation

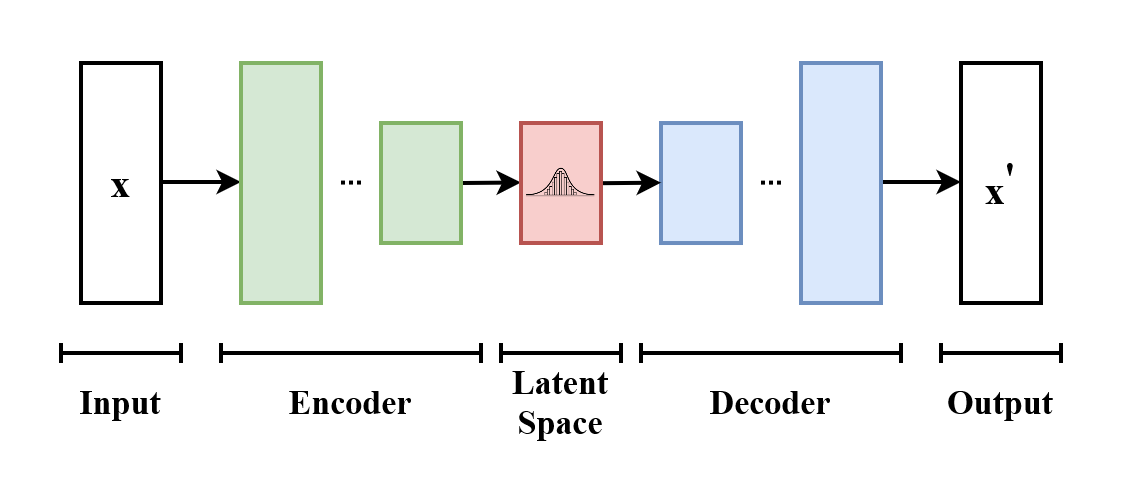
Schéma de base d'un auto-encodeur variationnel. Le modèle reçoit comme entrée. L'encodeur le comprime dans l'espace latent. Le décodeur reçoit en entrée les informations prélevées dans l'espace latent et produit aussi semblable que possible à.

On note {\displaystyle \mathbf {x} } le vecteur contenant l'ensemble des variables observées que l'on souhaite modéliser. Ce vecteur est une variable aléatoire, caractérisé par une distribution de probabilité inconnue {\displaystyle P(\mathbf {x} )}, que l'on souhaite approximer par une distribution paramétrée {\displaystyle p_{\theta }} ayant pour paramètres {\displaystyle \theta }.
On introduit alors un vecteur aléatoire {\displaystyle \mathbf {z} } distribué conjointement avec {\displaystyle \mathbf {x} } (c'est-à-dire dont la loi de probabilité n'est pas indépendante de celle de {\displaystyle \mathbf {x} }). Ce vecteur {\displaystyle \mathbf {z} } représente un encodage latent de {\displaystyle \mathbf {x} }, que l'on ne peut observer directement.
On exprime alors la distribution {\displaystyle p_{\theta }} via la loi de probabilité marginale sur {\displaystyle \mathbf {z} }, ce qui donne alors :
{\displaystyle p_{\theta }(\mathbf {x} )=\int _{\mathbf {z} }p_{\theta }(\mathbf {x,z} )\,d\mathbf {z} ,}
où {\displaystyle p_{\theta }(\mathbf {x,z} )} représente la distribution conjointe sous {\displaystyle p_{\theta }} des données observables {\displaystyle \mathbf {x} } et de leur représentation latente {\displaystyle \mathbf {z} }. Selon la formule des probabilités composées, l'équation peut être réécrite comme
{\displaystyle p_{\theta }(\mathbf {x} )=\int _{\mathbf {z} }p_{\theta }(\mathbf {x\mid z} )p_{\theta }(\mathbf {z} )\,d\mathbf {z} }
Dans l'auto-encodeur variationnel classique, on fait l'hypothèse que {\displaystyle \mathbf {z} } est un vecteur à valeur réelles de dimension finie, et {\displaystyle p_{\theta }(\mathbf {x|z} )} suit une loi normale. Par conséquent, {\displaystyle p_{\theta }(\mathbf {x} )} est un mélange de distributions gaussiennes.
On peut voir les relations entre les données d'entrée et leur représentation latente comme un problème d'inférence bayésienne avec
- {\displaystyle p_{\theta }(\mathbf {z} )} représente la distribution probabilité a priori dans l'espace latent
- {\displaystyle p_{\theta }(\mathbf {x} \mid \mathbf {z} )} représente la vraisemblance
- {\displaystyle p_{\theta }(\mathbf {z} \mid \mathbf {x} )} représente la distribution de probabilité a posteriori.

Malheureusement, le calcul de {\displaystyle p_{\theta }(\mathbf {x} )} est au mieux coûteux et, dans la plupart des cas, impossible. Pour résoudre ce problème, il est nécessaire d'introduire une autre fonction {\displaystyle q_{\Phi }} pour approximer la distribution a posteriori :
{\displaystyle q_{\Phi }(\mathbf {z\mid x} )\approx p_{\theta }(\mathbf {z\mid x} )}
où {\displaystyle \Phi } est l'ensemble des paramètres de {\displaystyle q}.
Ainsi le problème est formulé pour pouvoir être appliqué dans une architecture de réseau de neurones auto-encodeur, dans lequel la distribution de vraisemblance conditionnelle {\displaystyle p_{\theta }(\mathbf {x} \mid \mathbf {z} )} est représentée par un décodeur probabiliste, tandis que la distribution a posteriori approchée {\displaystyle q_{\Phi }(\mathbf {z} \mid \mathbf {x} )} est représentée par un codeur probabiliste. La mise en œuvre d'un VAE consistera donc à calculer les valeurs optimales des paramètres {\displaystyle \theta } et {\displaystyle \Phi } par un apprentissage automatique.

## Fonction de perte ELBO
Comme dans tout problème d'apprentissage profond, il est nécessaire de définir une fonction de perte différentiable afin de mettre à jour les poids du réseau par rétropropagation lors de l'apprentissage.
Pour les auto-encodeurs variationnels, l'idée est de minimiser conjointement les paramètres du modèle génératif {\displaystyle \theta } pour réduire l'erreur de reconstruction entre l'entrée et la sortie, et {\displaystyle \Phi } pour avoir {\displaystyle q_{\Phi }(\mathbf {z\mid x} )}, la distribution postérieure approchée, le plus près possible de {\displaystyle p_{\theta }(\mathbf {z} \mid \mathbf {x} )}, la vraie distribution de probabilité a posteriori.
Comme fonction de coût pour la reconstruction, l'erreur quadratique moyenne et l'entropie croisée sont souvent utilisées.
Pour la fonction de coût de distance entre les deux distributions, la divergence inverse de Kullback – Leibler {\displaystyle D_{KL}(q_{\Phi }(\mathbf {z\mid x} )\parallel p_{\theta }(\mathbf {z\mid x} ))} est un bon choix pour pousser {\displaystyle q_{\Phi }(\mathbf {z\mid x} )} en dessous de {\displaystyle p_{\theta }(\mathbf {z} \mid \mathbf {x} )},.

## Reparamétrisation

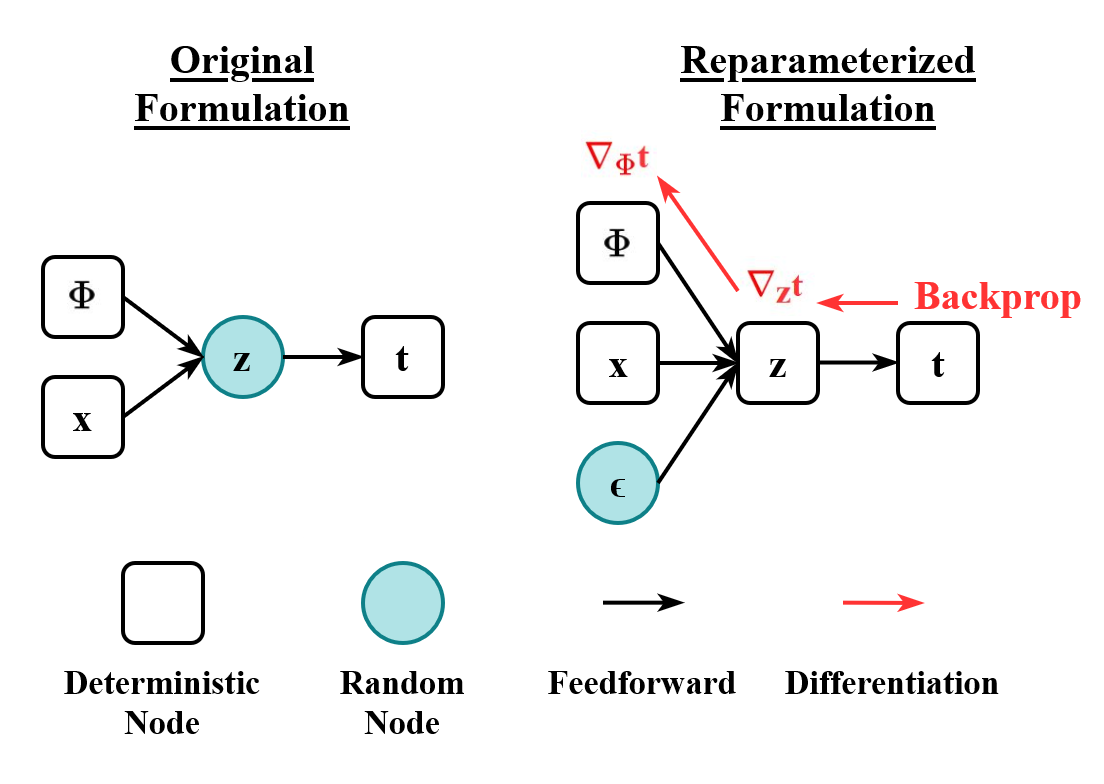
Le schéma de l'astuce de reparamétrisation. La variable aléatoire est injecté dans l'espace latent, non observé, comme entrée externe. De cette manière, il est possible de rétropropager le gradient sans impliquer de variable stochastique lors de la mise à jour.

Pour rendre la formulation ELBO adaptée à des fins d'apprentissage, il est nécessaire de modifier légèrement la formulation du problème et la structure du VAE.
L'échantillonnage stochastique est l'opération non différentiable par laquelle il est possible d'échantillonner à partir de l'espace latent et d'alimenter le décodeur probabiliste.
L'hypothèse principale sur l'espace latent est qu'il peut être considéré comme un ensemble de distributions gaussiennes multivariées, et peut donc être décrit comme

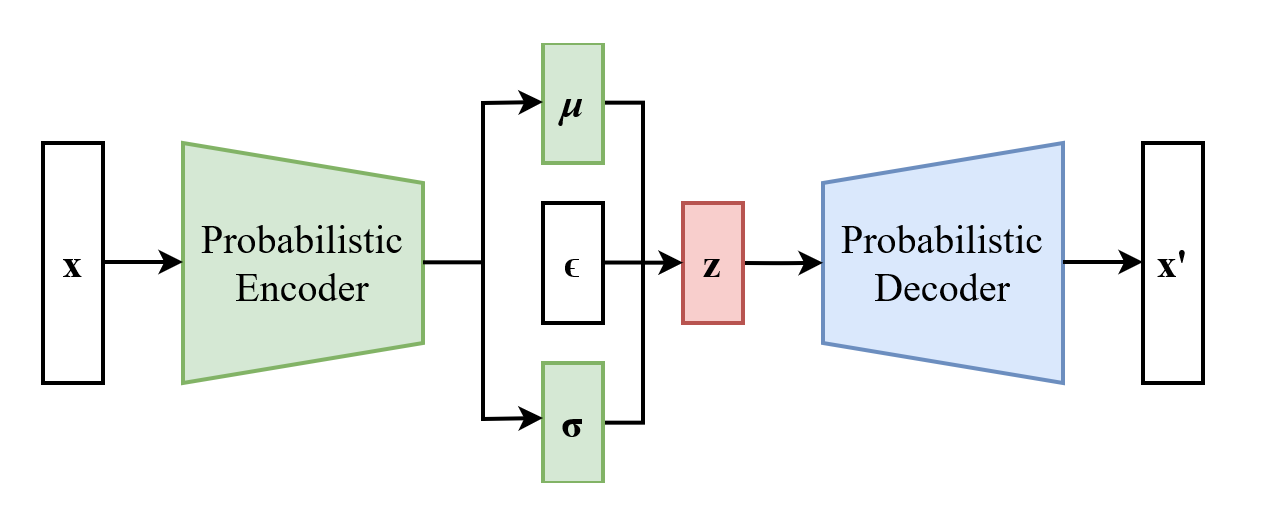
Le schéma d'un auto-encodeur variationnel après l'astuce de reparamétrisation.

{\displaystyle \mathbf {z} \sim q_{\Phi }(\mathbf {z} \mid \mathbf {x} )={\mathcal {N}}({\boldsymbol {\mu }},{\boldsymbol {\sigma }}^{2})}.
Étant donné {\displaystyle {\boldsymbol {\varepsilon }}\sim {\mathcal {N}}(0,{\boldsymbol {I}})} et {\displaystyle \odot } défini comme le produit élément par élément, l'astuce de reparamétrisation modifie l'équation ci-dessus comme
{\displaystyle \mathbf {z} ={\boldsymbol {\mu }}+{\boldsymbol {\sigma }}\odot {\boldsymbol {\varepsilon }}.}
Grâce à cette transformation (qui peut être étendue à des distributions non gaussiennes), le VAE devient entraînable et le codeur probabiliste doit apprendre à mapper une représentation compressée de l'entrée dans les deux vecteurs latents {\displaystyle {\boldsymbol {\mu }}} et {\displaystyle {\boldsymbol {\sigma }}}, tandis que la stochasticité reste exclue du processus de mise à jour et est injectée dans l'espace latent en tant qu'entrée externe via le vecteur aléatoire {\displaystyle {\boldsymbol {\varepsilon }}}.